# Puchar Ameryki Północnej w skeletonie 2012/2013
Puchar Ameryki Północnej w skeletonie 2012/2013 – kolejna edycja tej imprezy. Cykl rozpoczął się w Park City 7 listopada 2012 roku, a zakończył się 10 marca 2013 roku w Lake Placid.

## Kalendarz Pucharu Ameryki
| Lp.   | Data                 | Miejscowość | Konkurencja | 1 miejsce         | 2 miejsce         | 3 miejsce         |
| ----- | -------------------- | ----------- | ----------- | ----------------- | ----------------- | ----------------- |
| 1. PA | 7–8 listopada 2012   | Park City   | Mężczyźni   | Ryan Sweeney      | John Worden       | Patrick Rooney    |
| 1. PA | 7–8 listopada 2012   | Park City   | Mężczyźni   | John Worden       | Greg Rafter       | Barrett Martineau |
| 1. PA | 7–8 listopada 2012   | Park City   | Kobiety     | Noelle Pikus-Pace | Melissa Hoar      | Savannah Graybill |
| 1. PA | 7–8 listopada 2012   | Park City   | Kobiety     | Noelle Pikus-Pace | Melissa Hoar      | Elizabeth Vathje  |
| 2. PA | 15–16 listopada 2012 | Calgary     | Mężczyźni   | Barrett Martineau | John Worden       | Aleksandr Mutowin |
| 2. PA | 15–16 listopada 2012 | Calgary     | Mężczyźni   | Barrett Martineau | Aleksandr Mutowin | John Worden       |
| 2. PA | 15–16 listopada 2012 | Calgary     | Kobiety     | Carli Brockway    | Melissa Hoar      | Elizabeth Vathje  |
| 2. PA | 15–16 listopada 2012 | Calgary     | Kobiety     | Carli Brockway    | Noelle Pikus-Pace | Melissa Hoar      |
| 3. PA | 7–10 grudnia 2012    | Whistler    | Mężczyźni   | Sean Greenwood    | Barrett Martineau | Austin McCrary    |
| 3. PA | 7–10 grudnia 2012    | Whistler    | Mężczyźni   | Barrett Martineau | Sean Greenwood    | Austin McCrary    |
| 3. PA | 7–10 grudnia 2012    | Whistler    | Mężczyźni   | Barrett Martineau | Sean Greenwood    | Austin McCrary    |
| 3. PA | 7–10 grudnia 2012    | Whistler    | Kobiety     | Randee Brookes    | Madison Charney   | Carla Pavan       |
| 3. PA | 7–10 grudnia 2012    | Whistler    | Kobiety     | Madison Charney   | Jaclyn Laberge    | Carla Pavan       |
| 3. PA | 7–10 grudnia 2012    | Whistler    | Kobiety     | Jaclyn Laberge    | Madison Charney   | Savannah Graybill |
| 4. PA | 4–10 marca 2013      | Lake Placid | Mężczyźni   | Paweł Kulikow     | Barrett Martineau | Sean Greenwood    |
| 4. PA | 4–10 marca 2013      | Lake Placid | Mężczyźni   | Paweł Kulikow     | Austin McCrary    | Barrett Martineau |
| 4. PA | 4–10 marca 2013      | Lake Placid | Kobiety     | Elizabeth Vathje  | Katharine Eustace | Jane Channell     |
| 4. PA | 4–10 marca 2013      | Lake Placid | Kobiety     | Jane Channell     | Katharine Eustace | Samantha Culiver  |

## Klasyfikacja

### Kobiety
| Miejsce | Pilot             | Kraj              | PCI | PCI | CAL | CAL | WHI | WHI | WHI | LPD | LPD | Punkty |
| 1.      | Jane Channell     | Kanada            | 9   | 6   | 8   | 6   | 4   | 5   | 4   | 3   | 1   | 324    |
| 2.      | Madison Charney   | Kanada            | 7   | 7   | 5   | 5   | 2   | 1   | 2   | 9   | 9   | 319    |
| 3.      | Elizabeth Vathje  | Kanada            | 6   | 3   | 3   | 8   | –   | –   | –   | 1   | 6   | 301    |
| 4.      | Noelle Pikus-Pace | Stany Zjednoczone | 1   | 1   | 4   | 2   | –   | –   | –   | –   | –   | 265    |
| 5.      | Carli Brockway    | Kanada            | 5   | 8   | 1   | 1   | –   | –   | –   | –   | –   | 231    |
| 6.      | Savannah Graybill | Stany Zjednoczone | 3   | 4   | 9   | 9   | 8   | 4   | 3   | –   | –   | 214    |
| 7.      | Samantha Culiver  | Stany Zjednoczone | 10  | –   | –   | –   | –   | 5   | 7   | 5   | 3   | 151    |
| 8.      | Meghan Sullivan   | Stany Zjednoczone | 8   | 9   | 14  | 10  | 6   | 7   | 6   | –   | –   | 151    |
| 9.      | Lauren Salter     | Stany Zjednoczone | –   | –   | –   | 13  | 9   | 6   | 5   | 6   | 4   | 140    |
| 10.     | Melissa Hoar      | Australia         | 2   | 2   | –   | –   | –   | –   | –   | –   | –   | 130    |